# Doamna Elisabeta Movilă
Doamna Elisabeta Movilă, död 1620, var regent i Moldavien 1607–1612 och 1615–1616. Hon var gift med furst Ieremia Movilă och regent för sina minderåriga söner Constantin (1607–1612) och Alexandru (1615–1616).

## Biografi
Doamna Elisabeta Movilă gifte sig med Ieremia Movilă under hans exil i Polen, troligen 1591. Hon ska ha övertalat sin man att återvända till Moldavien och erövra tronen från Stefan Razvan, vilket han gjorde med polsk hjälp år 1595.
Paret befann sig i konflikt med makens bror Simion och dennas fru Marghita, som beskrivs som lika ambitiös som Elisabeta Movilă. Hon hade täta band med Polen, och gifte bort sina döttrar med polska adelsmän: Ecaterina Margareta med prins Samuel Corecki, Maria med greve Stefan Potocki, Chiajna med hertig Mihai Wisznoviecki och Ana med Hetman Stanislas Potocki.

### Regent
När maken avled 1606 uppsteg hennes svåger Simion Movilă upp på tronen i Moldavien. När han avled i förgiftning 1607, misstänktes hon för att ligga bakom mordet. Under den tronföljdskris som följde stred Elisabeta och Marghita för sina respektive söner: Marghita uppsatte sin son Mihail Movilă, men samma år uppsatte Elisabeta sin son Constantin Movilă på tronen, och blev hans förmyndarregent. Sonen avled 1612 och ersattes av Ștefan IX Tomșa. Hon lyckades med polsk hjälp avsätta Ștefan IX Tomșa och uppsätta sin yngre son Alexandru Movilă på tronen 1615, och blev hans förmyndarregent.
Instabiliteten som förorsakades av de ständiga tronstriderna med polsk inblandning gjorde att Moldavien 1616 attackerades av Osmanska riket. Elisabeta Movilă och hennes söner Alexandru och Bogdan ledde sin armé mot osmanerna, men besegrades och tillfångatogs och fördes till Konstantinopel. Hennes söner tvingades konvertera till islam och försvann ur historien. Själv placerades hon i sultanens harem.